# Willy Richartz
Willy Richartz (* 25. September 1900 in Köln; † 8. August 1972 in Bad Tölz) war ein deutscher Komponist und Dirigent.

## Leben
Richartz studierte zunächst Jura und wurde 1925 an der Universität Köln promoviert. Daneben studierte er Musik am Kölner Konservatorium. Anschließend arbeitete er als Kapellmeister an Theatern in München und Berlin. Während der Zeit des Nationalsozialismus war er Leiter des Reichssenders Berlin und Leiter des Tanzorchesters von Radio Berlin. Zum 1. Mai 1933 trat er der NSDAP bei (Mitgliedsnummer 3.212.516). Richartz stand 1944 in der Gottbegnadeten-Liste des Reichsministeriums für Volksaufklärung und Propaganda.
Nach dem Zweiten Weltkrieg wurde er neben Werner Egk Gründer des Deutschen Komponistenverbandes. Für seine Verdienste um die Reformierung des Urheberrechts wurde er Ehrenmitglied der GEMA.
Als Komponist hat er vor allem Unterhaltungsmusik und Operetten geschrieben.
Er ist auf dem Waldfriedhof in Bad Tölz begraben.

## Werke

### Orchesterwerke
- Abends auf dem Niederrhein, Walzer, op. 14 (1935)
- Verliebter Walzer, op. 61 (1939)
- Liebes Altes Wien, op. 81 (1944)
- Melodienreigen : Welterfolge von Willy Richartz, op. 29 (Neufassung 1963)
- Traum-Melodien, Walzer, op. 26 (1964)
- Bayerische G'schichten, Walzer
- Frühling an der Bergstraße, Konzertwalzer
- Jahreszeiten der Liebe, Konzertwalzer
- Kapriziöser Walzer (Valse capricieuse)
- Kastagnettenklänge, Walzer
- Kentucky-Melodie, Slowfox
- Man muß wissen, man muß wissen, Walzerlied
- Melodien-Reigen
- Rheinische Geschichten, Konzertwalzer, op. 112
- Romantisches Vorspiel, op. 20
- Schwarze Orchideen, Tango Argentino
- Sheila-Waltz, op. 59
- Südwind, Tango

### Werke für Blasorchester
- Bayerische G'schichten, wals, op. 9 (1932)
- Kleines Menuett (1954)
- All Hands (Marinemarsch)
- Isarwinkler Schützenparade, Marsch
- Mädels, jetzt ist Damenwahl, Rheinländer aus dem Film: "Oberwachtmeister Schwenke"

### Operetten
- Heut tanzt Gloria, 3 Akte – Libretto: Max Wallner und Kurt Feltz (1939)
- Die tanzende Helena, 3 Akte – Libretto: Leo Lenz und Richard Bars (1941)
- Bei der Wirtin "Zum weißblauen Kranzerl" – Libretto: Otto Willner und P. Paul Althaus
- Kölnisch Wasser – Libretto: Ch. Amberg

### Vokalmusik
- Abends, wenn im Hafen, all die anderen Leute längst schlafen (Hein spielt abends so schön auf dem Schifferklavier), aus dem Film: "Krach um Jolanthe" für Gesang und Akkordeon – Text: Peter Kirsten (1934)
- Ich bin in einen Mund verliebt, aus der Operette: Die tanzende Helena für Gesang und Orchester – Text: Richard Bars (1941)
- Ich träum' beim ersten Kuß von dem zweiten Kuß, Tango Gesang und Klavier – Text: Kurt Feltz
- In der "Krone" ist großer Manöverball, Marsch-Foxtrot für Gesang, geschtem Chor und Orchester – Text: Peter Kirsten
- Jahreszeiten der Liebe, für Sopran und Orchester – Text: Günther Schwenn
- Leise klingt eine Melodie, langsamer Walzer für Gesang, gemischen Chor und Orchester (oder Klavier) – Text: Peter Kirsten
- Mädels, jetzt ist Damenwahl, Slowfox aus dem Film: "Oberwachtmeister Schwenke" für Gesang und Klavier, Text: Klaus S. Richter
- Marietta, Paso double für Gesang und Gitarre
- Mein Herz sucht eine Königin, Tango für Gesang und Klavier – Text: Bruno Balz
- Mit verliebten Augen geseh'n, für Gesang und Klavier
- Vater ist Soldat, mein Kind, für Gesang und Klavier – Text: Werner Plückner
- Wein am Rhein (Es wird noch Wein am Rhein in hundert Jahren geben), Walzerlied aus der Operette "Kölnisch Wasser" für Gesang (Tenor) und Orchester (oder Klavier)
- Wovon kann der Landser denn schon träumen, Lied mit Klavier – Text: Werner Plückner
- Zu jeder Lederhose gehört ein Dirndlkleid, Foxtrot für Gesang und Klavier – Text: Ch. Amberg

### Werke für Klavier
- Villa Borghese. Ein Eindruck(1955)
- Bayerische G'schichten, Walzer
- Frühling an der Bergstraße
- Kleines Menuett
- Rheinhessische Volkstänze, op. 69

### Filmmusik
- Krach um Jolanthe (1934)
- Oberwachtmeister Schwenke (1934)
- Skandal um den Hahn (1938)
- Die Pfingstorgel (1938)
- Wenn Männer verreisen (1939)
- Tip auf Amalia (1939)
- Der dunkle Punkt (1940)
- Im Bann der Madonna (Der Bildschnitzer vom Walsertal) (1951)

## Veröffentlichungen
- Betrachtungen zur Urheberrechtsreform, Deutscher Komponisten-Verband, 1963. 28 p.